# دورة حدودية
الدورة الحدودية أو الدورة النهائية limit cycles هي أحد أشكال الديناميكا التي يمكن أن تظهر في الأنظمة الديناميكية اللاخطية. وهي حركة في متعدد شعب ثنائي الأبعاد تحتوي على حلقة مغلقة في فضاء الطور
مع تواجد مسارات تنتهي عند هذا المسار المغلق (دورة حدودية مستقرة) أو تبتعد وتنطلق منه (دورة حدودية غير مستقرة)

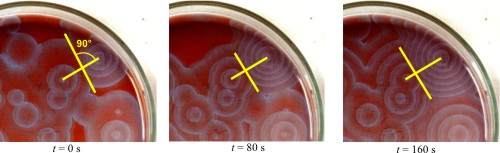
تفاعل كميائي يمثل دورة حدودية. تفاعل بيلؤوسوف-جابوتينسكي.